# كارل جاي ميرفي
كارل جاي ميرفي (بالإنجليزية: Carl J. Murphy)‏ هو صحفي أمريكي، ولد في 17 يناير 1889 في بالتيمور في الولايات المتحدة، وتوفي في 25 فبراير 1967.